# Echinomacrurus mollis
Echinomacrurus mollis es una especie de pez de la familia Macrouridae en el orden de los Gadiformes.

## Morfología
• Los machos pueden llegar alcanzar los 46,5 cm de longitud total.

## Hábitat
Es un pez de  aguas profundas que vive entre 4.000-6.000 m de profundidad.

## Distribución geográfica
Se encuentra en el Atlántico norte.